# رویداد خرم‌دره
رویداد خرم‌دره یا مبارزه علی پاتریک پهلوی با حکومت محمدرضا پهلوی یکی از مجموعه درگیری‌ها و برخوردهای مسلحانه‌ایی بود که در اردیبهشت سال ۱۳۵۴ خورشیدی روی داد.
ریشه این درگیری مسلحانه کشته شدن علیرضا پهلوی برادر محمدرضا پهلوی در یک سانحه هوایی بود اما برخی منابع علاوه بر آن، اختلافات فکری و مذهبی مجموعه کاترین عدل، بهمن حجت کاشانی و علی پاتریک پهلوی با نظام شاهنشاهی را، ریشه و دلیل این درگیری عنوان می‌کنند. این درگیری نهایتاً با کشته شدن بهمن حجت و کاترین عدل و بازداشت برادرزاده محمدرضا پهلوی به دست ساواک پایان می‌پذیرد.

## پیش زمینه
علیرضا پهلوی در ۶ آبان ۱۳۳۳ درست در زمانی که شایعه ولیعهدی او (به دلیل بچه دار نشدن شاه و ثریا اسفندیاری) بر سر زبان‌ها بود، در یک سانحهٔ هوایی کشته شد. پس از مرگ وی، پسرش علی پاتریک پهلوی را به ایران آوردند و تحت سرپرستی دربار قرار دادند. علی پاتریک پهلوی عمویش محمدرضا پهلوی را بانی مرگ پدرش می‌دانست.

## حادثه

### استقرار در خرم‌دره
کاترین عدل دختر یحیی عدل و بهمن حجت کاشانی برادرزاده سپهبد علی حجت کاشانی (رئیس تربیت بدنی رژیم پهلوی) به منظور دوری از خاندان پهلوی و دربار و با توجه به اختلافات متعددی که با خاندان پهلوی داشتند، در حوالی  خرم‌دره  مزرعه‌ای را آباد کرده و به کار کشاورزی پرداخته و کم‌کم مجالسی برای آموزش و آگاه کردن روستاییان تشکیل دادند. ساواک از این رفت‌وآمدها مطلع شده و به آنها هشدار و دستور به بازگشت داد. اما با مقاومت آنان رو به رو شد.
پس از هشدار ساواک کاترین عدل و بهمن حجت کاشانی به غاری در نزدیکی مزرعه رفتند. در آخر نیروهای امنیتی پهلوی به غار یورش برده و با درگیری مسلحانه که بین طرفین روی می‌دهد، کاترین عدل و بهمن حجت کاشانی کشته شدند.

## سرانجام
به دنبال کشته شدن بهمن حجت کاشانی و کاترین عدل، عده زیادی از جمله علی پاتریک پهلوی فرزند علیرضا پهلوی دستگیر شده و عده‌ای از مقامات بالا و نزدیک به دربار مورد سوء ظن قرار گرفتند. دربارهٔ کشته شدن بهمن حجت کاشانی و کاترین عدل روزنامه‌های تهران ده‌ها خبر از تفضیلات ضد و نقیض منتشر کرده‌اند. در روایت رسمی روزنامه ها اسمی از علی پاتریک پهلوی نیامد و بهمن حجت کاشانی به عنوان یک پیامبر دروغین معرفی شد که سعی داشته مردم روستایی را به خود گرایش دهد. پس از آن ماجرا، علی پاتریک پهلوی به زندان افتاد اما بعداً با پا در میانی مادر بزرگش تاج‌الملوک آیرملو آزاد و به کلاله تبعید شد. او پنج سال پس از انقلاب ابتدا به سوئیس و سپس به فرانسه رفت و هم اکنون نیز در فرانسه زندگی می‌کند.